# Жюстен Аомадегбе-Тометен
Жюстен Аомадегбе-Тометен (16 січня 1917 — 8 березня 2002) — бенінський політичний діяч, активна діяльність якого припадала на часи, коли країна була відомою під назвою Республіка Дагомея. Очолював Національну асамблею Дагомеї з квітня1959 до листопада 1960 року, займав пост прем'єр-міністра країни з1964 до 1965 року.
Аомадегбе став президентом (головою Президентської ради) як один із трійки політичних лідерів країни: власне Аомадегбе, Кутуку Юбер Мага та Суру Міган Апіті. Мага передав владу Аомадегбе мирним шляхом 7 травня 1972 року. 26 жовтня того ж року його було скинуто в результаті державного перевороту, який очолював Матьє Кереку. Усі троє членів Президентської ради були заарештовані й утримувались під вартою до 1981 року.